# Pacte Internacional de Drets Civils i Polítics

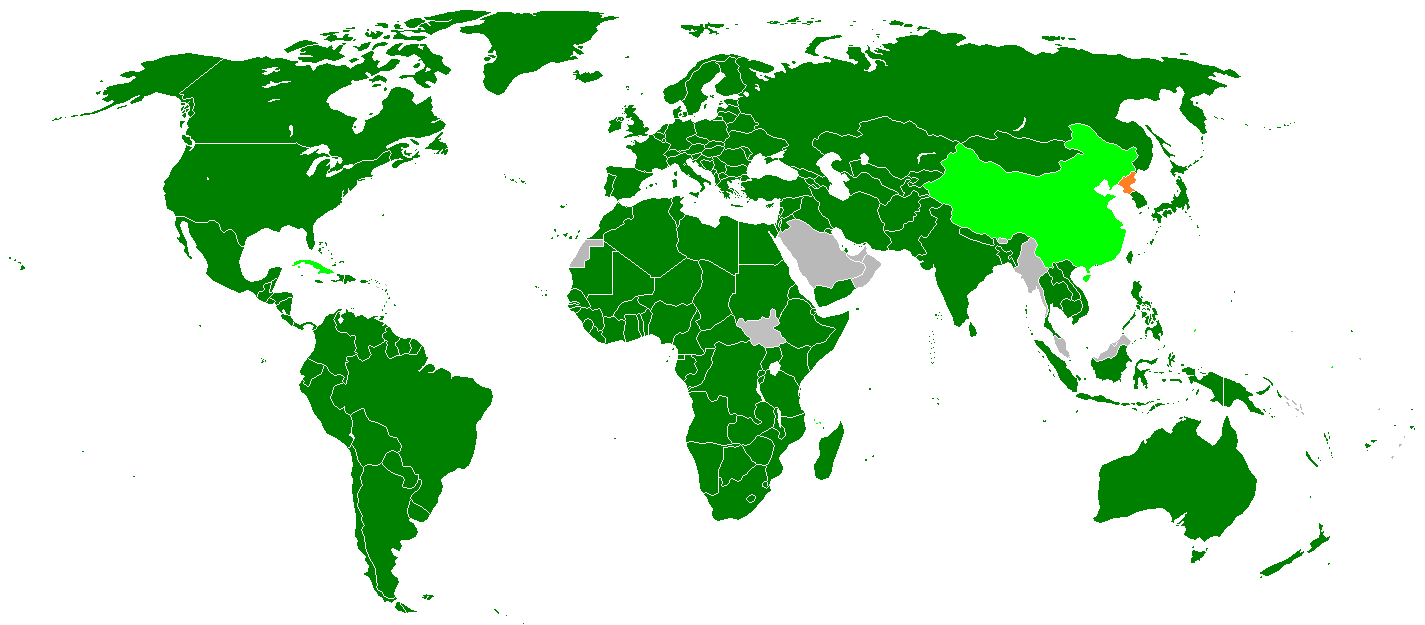
Estats i posició en el pacte:
Signat i ratificat
Signat però no ratificat
Ni signat ni ratificat

El Pacte Internacional de Drets Civils i Polítics (ICCPR ) és un tractat multilateral que compromet les nacions a respectar els drets civils i polítics de les persones, inclòs el dret a la vida, la llibertat de religió, la llibertat d'expressió, la llibertat de reunió, els drets electorals i el dret al degut procés i a un judici just. Va ser adoptat per la Resolució 2200A (XXI) de l'Assemblea General de les Nacions Unides el 16 de desembre de 1966 i va entrar en vigor el 23 de març de 1976 després de la seva trenta-cinquena ratificació o adhesió. El juny del 2022 el Pacte té 173 parts i sis signants més sense ratificació, sobretot la República Popular de la Xina i Cuba⁣; Corea del Nord és l'únic estat que ha intentat retirar-se.
El PIDCP es considera un document fonamental en la història del dret internacional i dels drets humans, que forma part de la Carta Internacional de Drets Humans, juntament amb el Pacte Internacional de Drets Econòmics, Socials i Culturals (PIDESC) i la Declaració Universal dels Drets Humans (DUDH).
El compliment de l'ICCPR és supervisat pel Comitè de Drets Humans de les Nacions Unides, que revisa els informes periòdics dels estats part sobre com s'estan implementant els drets. Els estats han d'informar un any després de l'adhesió al Pacte i després sempre que el Comitè ho sol·liciti (normalment cada quatre anys). El Comitè es reuneix normalment a l'⁣Oficina de les Nacions Unides a Ginebra, Suïssa, i normalment celebra tres sessions per any.

## Història
L'ICCPR (Pacte Internacional de Drets Civils i Polítics) té les seves arrels en el mateix procés que va portar a la Declaració Universal dels Drets Humans. A la Conferència de San Francisco de 1945 s'havia proposat una "Declaració sobre els drets essencials de l'home" que va donar lloc a la fundació de les Nacions Unides, i el Consell Econòmic i Social va rebre l'encàrrec de redactar-la. Al principi del procés, el document es va dividir en una declaració que estableix els principis generals dels drets humans i una convenció o pacte que conté compromisos vinculants. La primera va evolucionar cap a la DUDH i va ser adoptada el 10 de desembre de 1948.
La redacció de la convenció va continuar, però hi va haver diferències significatives entre els membres de l'ONU sobre la importància relativa dels drets civils i drets negatius versus els drets econòmics, socials i culturals positius. Això va fer que finalment la convenció es va dividir en dos pactes separats, "un per englobar els drets civils i polítics i l'altre per contenir els drets econòmics, socials i culturals". Els dos pactes havien de contenir tantes disposicions similars com fos possible i s'havien d'obrir a la signatura simultàniament. Cadascun inclouria també un article sobre el dret de tots els pobles a l'autodeterminació.
El primer document es va convertir en el Pacte Internacional de Drets Civils i Polítics i el segon en el Pacte Internacional de Drets Econòmics, Socials i Culturals. Els esborranys es van presentar a l'Assemblea General de l'ONU per a la seva discussió el 1954 i es van adoptar el 1966. Com a resultat de les negociacions diplomàtiques, el Pacte Internacional de Drets Econòmics, Socials i Culturals es va adoptar poc abans del Pacte Internacional de Drets Civils i Polítics. En conjunt, la DUDH i els dos Pactes es consideren els textos fonamentals dels drets humans en el sistema internacional contemporani de drets humans.

## Estructura
El Pacte Internacional de Drets Civils i Polítics comprèn un Preàmbul i sis parts:
| Pares    | Articles         | Descripció |
| -------- | ---------------- | --- |
| Part I   | Article 1        | Dret a la lliure determinació dels pobles. |
| Part II  | Articles 2 a 5   | Equanimitat processal en la llei (Estat de Dret, Drets després de la detenció, el judici, durant l'empresonament, dret a un advocat defensor i a un judici imparcial). |
| Part III | Articles 6 a 27  | Protecció per motius de sexe, religió, raça o altres formes de discriminació.                                                                                          |
| Part IV  | Articles 28 a 45 | La llibertat individual de creença, expressió, associació, llibertat de premsa, el dret a fer assemblees.                                                              |
| Part V   | Articles 46 a 47 | Abast jurídic del Pacte amb els altres tractats internacionals. |
| Part VI  | Articles 48 a 53 | Regula la ratificació, entrada en vigor, i la modificació del Pacte.                                                                                                   |

Dos protocols facultatius:
| Descripció |
| --- |
| Primer Protocol Facultatiu del Pacte Internacional de Drets Civils i Polítics: Mecanisme pel que les persones poden iniciar les denúncies contra els Estats membres. |
| Segon Protocol Facultatiu del Pacte Internacional de Drets Civils i Polítics: Abolició de la pena de mort.                                                           |

## Drets reconeguts
En virtut de l'article 2, els Estats que signen el Pacte assumeixen l'obligació, respecte de tota persona al seu territori o sota la seva jurisdicció, de respectar i garantir els drets humans reconeguts. Això implica que han d'abstenir-se de violar aquests drets ("respectar"), però també adoptar mesures positives perquè els drets siguin efectius ("garantir"). D'acord amb l'article 14, han de posar a la disposició de tota persona víctima d'una violació un recurs imparcial i efectiu per a la seva defensa.

## El Comitè de Drets Humans
El Comitè és un òrgan convencional format per 18 experts independents escollits per un període de quatre anys. La seva finalitat és controlar el compliment del Pacte pels Estats, a través dels següents mecanismes:
- La presentació d'informes periòdics és obligatori per als Estats signataris del Pacte, però l'acceptació dels sistemes de reclamacions interestatals o queixes individuals és voluntària.

- La comissió, composta per 18 membres d'alta reputació moral, ha de considerar els informes sotmesos pels Estats signataris i dirigirà observacions generals a aquests Estats així com al Consell econòmic i Social.

## Estats membres
Hi ha un total de 173 parts al Pacte Internacional de Drets Civils i Polítics.
| Estat                    | Signat           | Ratificat        | Entrada          |
| ------------------------ | ---------------- | ---------------- | ---------------- |
| Afganistan               | —                | 24 gener 1983    | 24 abril 1983    |
| Albània                  | —                | 4 octubre 1991   | 4 gener 1992     |
| Algèria                  | 10 desembre 1968 | 12 setembre 1989 | 12 desembre 1989 |
| Andorra                  | 5 agost 2002     | 22 setembre 2006 | 22 desembre 2006 |
| Angola                   | —                | 10 gener 1992    | 10 abril 1992    |
| Antiga i Barbuda         | —                | 3 juliol 2019    | 3 novembre 2019  |
| Argentina                | 18 febrer 1968   | 8 agost 1986     | 8 novembre 1986  |
| Armènia                  | —                | 23 juny 1993     | 23 setembre 1993 |
| Austràlia                | 18 desembre 1972 | 13 agost 1980    | 13 novembre 1980 |
| Àustria                  | 10 desembre 1973 | 10 setembre 1978 | 10 desembre 1978 |
| Azerbaidjan              | —                | 13 agost 1992    | 13 novembre 1992 |
| Bahames                  | 4 desembre 2008  | 23 desembre 2008 | 23 març 2009     |
| Bahrain                  | —                | 20 setembre 2006 | 20 desembre 2006 |
| Bangladesh               | —                | 6 setembre 2000  | 6 desembre 2000  |
| Barbados                 | —                | 5 gener 1973     | 23 març 1976     |
| Belarús                  | 19 març 1968     | 12 novembre 1973 | 23 març 1976     |
| Bèlgica                  | 10 desembre 1968 | 12 abril 1983    | 12 juliol 1983   |
| Belize                   | —                | 10 juny 1996     | 10 setembre 1996 |
| Benín                    | —                | 12 març 1992     | 12 juny 1992     |
| Bolívia                  | —                | 12 agost 1982    | 12 novembre 1982 |
| Bòsnia i Hercegovina     | —                | 1 setembre 1993  | 6 març 1992      |
| Botswana                 | 8 setembre 2000  | 8 setembre 2000  | 8 desembre 2000  |
| Brasil                   | —                | 24 gener 1992    | 24 abril 1992    |
| Bulgària                 | 8 octubre 1968   | 21 setembre 1970 | 23 març 1976     |
| Burkina Faso             | —                | 4 gener 1999     | 4 abril 1999     |
| Burundi                  | —                | 8 maig 1990      | 8 agost 1990     |
| Cambodja                 | 17 octubre 1980  | 26 maig 1992     | 26 agost 1992    |
| Camerún                  | —                | 27 gener 1984    | 27 abril 1984    |
| Canadà                   | —                | 19 maig 1976     | 19 agost 1976    |
| Cap Verd                 | —                | 6 agost 1993     | 6 novembre 1993  |
| República Centroafricana | —                | 8 maig 1981      | 8 agost 1981     |
| Txad                     | —                | 9 juny 1995      | 9 setembre 1995  |
| Xile                     | 16 setembre 1969 | 10 febrer 1972   | 23 març 1976     |
| Colòmbia                 | 21 desembre 1966 | 29 octubre 1969  | 23 març 1976     |
| RD Congo                 | —                | 1 novembre 1976  | 1 febrer 1977    |
| R Congo                  | —                | 5 octubre 1983   | 5 gener 1984     |
| Costa Rica               | 19 desembre 1966 | 29 novembre 1968 | 23 març 1976     |
| Costa d'Ivori            | —                | 26 març 1992     | 26 juny 1992     |
| Croàcia                  | —                | 12 octubre 1992  | 12 gener 1993    |
| Xipre                    | 19 desembre 1966 | 2 abril 1969     | 23 març 1976     |
| República Txeca          | —                | 22 febrer 1993   | 1 gener 1993     |
| Dinamarca                | 20 març 1968     | 6 gener 1972     | 23 març 1976     |
| Djibouti                 | —                | 5 novembre 2002  | 5 febrer 2003    |
| Dominica                 | —                | 17 juny 1993     | 17 setembre 1993 |
| República Dominicana     | —                | 4 gener 1978     | 4 abril 1978     |
| Timor Oriental           | —                | 18 setembre 2003 | 18 desembre 2003 |
| Equador                  | 4 abril 1968     | 6 març 1969      | 23 març 1976     |
| Egipte                   | 4 agost 1967     | 14 gener 1982    | 14 abril 1982    |
| El Salvador              | 21 setembre 1967 | 30 novembre 1979 | 29 febrer 1980   |
| Guinea Equatorial        | —                | 25 setembre 1987 | 25 desembre 1987 |
| Eritrea                  | —                | 22 gener 2002    | 22 abril 2002    |
| Estònia                  | —                | 21 octubre 1991  | 21 gener 1992    |
| Etiòpia                  | —                | 11 juny 1993     | 11 setembre 1993 |
| Fiji                     | —                | 16 agost 2018    | 16 novembre 2018 |
| Finlàndia                | 11 octubre 1967  | 19 agost 1975    | 23 març 1976     |
| França                   | —                | 4 novembre 1980  | 4 febrer 1981    |
| Gabon                    | —                | 21 gener 1983    | 21 abril 1983    |
| Gàmbia                   | —                | 22 març 1979     | 22 juny 1979     |
| Geòrgia                  | —                | 3 maig 1994      | 3 agost 1994     |
| Alemanya                 | 9 octubre 1968   | 17 desembre 1973 | 23 març 1976     |
| Ghana                    | 7 setembre 2000  | 7 setembre 2000  | 7 desembre 2000  |
| Grècia                   | —                | 5 maig 1997      | 5 agost 1997     |
| Grenada                  | —                | 6 setembre 1991  | 6 desembre 1991  |
| Guatemala                | —                | 5 maig 1992      | 5 agost 1992     |
| Guinea                   | 28 febrer 1967   | 24 gener 1978    | 24 abril 1978    |
| Guinea-Bissau            | 12 setembre 2000 | 1 novembre 2010  | 1 febrer 2011    |
| Guyana                   | 22 agost 1968    | 15 febrer 1977   | 15 maig 1977     |
| Haití                    | —                | 6 febrer 1991    | 6 maig 1991      |
| Hondures                 | 19 desembre 1966 | 25 agost 1997    | 25 novembre 1997 |
| Hongria                  | 25 març 1969     | 17 gener 1974    | 23 març 1976     |
| Islàndia                 | 30 desembre 1968 | 22 agost 1979    | 22 novembre 1979 |
| India                    | —                | 10 abril 1979    | 10 juliol 1979   |
| Indonèsia                | —                | 23 febrer 2006   | 23 maig 2006     |
| Iran                     | 4 abril 1968     | 24 juny 1975     | 23 març 1976     |
| Iraq                     | 18 febrer 1969   | 25 gener 1971    | 23 març 1976     |
| Irlanda                  | 1 octubre 1973   | 8 desembre 1989  | 8 març 1990      |
| Israel                   | 19 desembre 1966 | 3 octubre 1991   | 3 gener 1992     |
| Itàlia                   | 18 gener 1967    | 15 setembre 1978 | 15 desembre 1978 |
| Jamaica                  | 19 desembre 1966 | 3 octubre 1975   | 23 març 1976     |
| Japó                     | 30 maig 1978     | 21 juny 1979     | 21 setembre 1979 |
| Jordània                 | 30 juny 1972     | 28 maig 1975     | 23 març 1976     |
| Kazakhstan               | 2 desembre 2003  | 24 gener 2006    | 24 abril 2006    |
| Kènia                    | —                | 1 maig 1972      | 23 març 1976     |
| Corea del Nord           | —                | 14 setembre 1981 | 14 desembre 1981 |
| Corea del Sud            | —                | 10 abril 1990    | 10 juliol 1990   |
| Kuwait                   | —                | 21 maig 1996     | 21 agost 1996    |
| Kirguizstan              | —                | 7 octubre 1994   | 7 gener 1995     |
| Laos                     | 7 desembre 2000  | 25 setembre 2009 | 25 desembre 2009 |
| Letònia                  | —                | 14 abril 1992    | 14 juliol 1992   |
| Líban                    | —                | 3 novembre 1972  | 23 març 1976     |
| Lesotho                  | —                | 9 setembre 1992  | 9 desembre 1992  |
| Libèria                  | 18 abril 1967    | 22 setembre 2004 | 22 desembre 2004 |
| Líbia                    | —                | 15 maig 1970     | 23 març 1976     |
| Liechestein              | —                | 10 desembre 1998 | 10 març 1999     |
| Lituània                 | —                | 20 novembre 1991 | 10 febrer 1992   |
| Luxemburg                | 26 novembre 1974 | 18 agost 1983    | 18 novembre 1983 |
| Macedònia                | —                | 18 gener 1994    | 17 setembre 1991 |
| Madagascar               | 17 setembre 1969 | 21 juny 1971     | 23 març 1976     |
| Malawi                   | —                | 22 desembre 1993 | 22 març 1994     |
| Malvines                 | —                | 19 setembre 2006 | 19 desembre 2006 |
| Mali                     | —                | 16 juliol 1974   | 23 març 1976     |
| Malta                    | —                | 13 setembre 1990 | 13 desembre 1990 |
| Illes Marshall           | —                | 12 març 2018     | 12 juny 2018     |
| Mauritània               | —                | 17 novembre 2004 | 17 febrer 2005   |
| Maurici                  | —                | 12 desembre 1973 | 23 març 1976     |
| Mèxic                    | —                | 23 març 1981     | 23 juny 1981     |
| Moldàvia                 | —                | 26 gener 1993    | 26 abril 1993    |
| Mònaco                   | 26 juny 1997     | 28 agost 1997    | 28 novembre 1997 |
| Mongòlia                 | 5 juny 1968      | 18 novembre 1974 | 23 març 1976     |
| Montenegro               | —                | 23 octubre 2006  | 3 juny 2006      |
| Marroc                   | 19 gener 1977    | 3 maig 1979      | 3 agost 1979     |
| Moçambic                 | —                | 21 juliol 1993   | 21 octubre 1993  |
| Namíbia                  | —                | 28 novembre 1994 | 28 febrer 1995   |
| Nepal                    | —                | 14 maig 1991     | 14 agost 1991    |
| Holanda                  | 25 juny 1969     | 11 desembre 1978 | 11 març 1979     |
| Nova Zelanda             | 12 novembre 1968 | 28 desembre 1978 | 28 març 1979     |
| Nicaragua                | —                | 12 març 1980     | 12 juny 1980     |
| Níger                    | —                | 7 març 1986      | 7 juny 1986      |
| Nigèria                  | —                | 29 juliol 1993   | 29 octubre 1993  |
| Noruega                  | 20 març 1968     | 13 setembre 1972 | 23 març 1976     |
| Pakistan                 | 17 abril 2008    | 23 juny 2010     | 23 setembre 2010 |
| Palestina                | —                | 2 abril 2014     | 2 juliol 2014    |
| Panamà                   | 27 juliol 1976   | 8 març 1977      | 8 juny 1977      |
| Papua Nova Guinea        | —                | 21 juliol 2008   | 21 octubre 2008  |
| Paraguai                 | —                | 10 juny 1992     | 10 setembre 1992 |
| Perú                     | 11 agost 1977    | 28 abril 1978    | 28 juliol 1978   |
| Filipines                | 19 desembre 1966 | 23 octubre 1986  | 23 gener 1987    |
| Polònia                  | 2 març 1967      | 18 març 1977     | 18 juny 1977     |
| Portugal                 | 7 octubre 1976   | 15 juny 1978     | 15 setembre 1978 |
| Qatar                    | —                | 21 maig 2018     | 21 agost 2018    |
| Romania                  | 27 juny 1968     | 9 desembre 1974  | 23 març 1976     |
| Rússia                   | 18 març 1968     | 16 octubre 1973  | 23 març 1976     |
| Rwanda                   | —                | 16 abril 1975    | 23 març 1976     |
| Sant Vicent              | —                | 9 novembre 1981  | 9 febrer 1981    |
| Samoa                    | —                | 15 febrer 2008   | 15 maig 2008     |
| San Marino               | —                | 18 octubre 1985  | 18 gener 1986    |
| Sao Tomé                 | 31 octubre 1995  | 10 gener 2017    | 10 abril 2017    |
| Senegal                  | 6 juliol 1970    | 13 febrer 1978   | 13 maig 1978     |
| Sèrbia                   | —                | 12 març 2001     | 27 abril 1992    |
| Seychelles               | —                | 5 maig 1992      | 5 agost 1992     |
| Sierra Leone             | —                | 23 agost 1996    | 23 novembre 1996 |
| Eslovàquia               | —                | 28 maig 1993     | 1 gener 1993     |
| Eslovènia                | —                | 6 juliol 1992    | 6 octubre 1992   |
| Somàlia                  | —                | 24 gener 1990    | 24 abril 1990    |
| Sud-àfrica               | 3 octubre 1994   | 10 desembre 1998 | 10 març 1999     |
| Espanya                  | 28 setembre 1976 | 27 abril 1977    | 27 juliol 1977   |
| Sri Lanka                | —                | 11 juny 1980     | 11 setembre 1980 |
| Sudan                    | —                | 18 març 1986     | 18 juny 1986     |
| Surinami                 | —                | 28 desembre 1976 | 28 març 1977     |
| Eswatini                 | —                | 26 març 2004     | 26 juny 2004     |
| Suècia                   | 29 setembre 1967 | 6 desembre 1971  | 23 març 1976     |
| Suïssa                   | —                | 18 juny 1992     | 18 setembre 1992 |
| Síria                    | —                | 21 abril 1969    | 23 març 1976     |
| Tajikistan               | —                | 4 gener 1999     | 4 abril 1999     |
| Tanzània                 | —                | 11 juny 1976     | 11 setembre 1976 |
| Tailàndia                | —                | 29 octubre 1996  | 29 gener 1997    |
| Togo                     | —                | 24 maig 1984     | 24 agost 1984    |
| Trinidad i Tobago        | —                | 21 desembre 1978 | 21 març 1979     |
| Tuníssia                 | 30 abril 1968    | 18 març 1969     | 23 març 1976     |
| Turquia                  | 15 agost 2000    | 23 setembre 2003 | 23 desembre 2003 |
| Turkmenistan             | —                | 1 maig 1997      | 1 agost 1997     |
| Uganda                   | —                | 21 juny 1995     | 21 setembre 1995 |
| Ucraïna                  | 20 març 1968     | 12 novembre 1973 | 23 març 1976     |
| Regne Unit               | 16 setembre 1968 | 20 maig 1976     | 20 agost 1976    |
| Estats Units             | 5 octubre 1977   | 8 juny 1992      | 8 setembre 1992  |
| Uruguai                  | 21 febrer 1967   | 21 maig 1967     | 23 març 1976     |
| Uzbekistan               | —                | 28 setembre 1995 | 28 desembre 1995 |
| Vanuatu                  | 29 novembre 2007 | 21 novembre 2008 | 21 febrer 2009   |
| Veneçuela                | 24 juny 1969     | 10 maig 1978     | 10 agost 1978    |
| Vietnam                  | —                | 24 setembre 1982 | 24 desembre 1982 |
| Iemen                    | —                | 9 febrer 1987    | 9 maig 1987      |
| Zàmbia                   | —                | 10 abril 1984    | 10 juliol 1984   |
| Zimbawe                  | —                | 13 maig 1991     | 13 agost 1991    |

## Estats no membres
La majoria dels estats del món són part del PIDCP. Els 25 estats següents no s'hi han sumat, i n'hi ha sis que han signat el Pacte però no l'han ratificat.

### Signants que no l'han ratificat
| Estat       | Signatura        |
| ----------- | ---------------- |
| Xina        | 5 octubre 1998   |
| Comores     | 25 setembre 2008 |
| Cuba        | 28 febrer 2008   |
| Nauru       | 12 novembre 2001 |
| Palau       | 20 setembre 2011 |
| Saint Lucia | 22 setembre 2011 |

### Estats que no han signat
1. Bhutan
2. Brunei
3. Kiribati
4. Malàisia
5. Micronèsia
6. Myanmar
7. Oman
8. Saint Christopher i Nevis
9. Aràbia Saudita
10. Singapur
11. Salomó
12. Sudan del Sud
13. Tonga
14. Tuvalu
15. Emirats Àrabs Units

### No són membres de les Nacions Unides
1. Illes Cook
2. Niue
3. Taiwan
4. Ciutat del Vaticà (a través de la Santa Seu)